# 洪全瑞
洪全瑞（1948年—），台灣工藝家，以製作木造船技術聞名，出生於台灣屏東縣。

## 生平
洪家世代從事木工，洪全瑞自幼受父親及幾位兄長影響學習木工，並在十三歲時隨呂真肯至基隆學習木造船技術，加上父親從事廟宇木造建築，洪全瑞承襲父業，把寺廟雕樑畫棟及內部設計的相關技法和造船技術兩相結合，並蒐集中西古代船艦資料加以研究、改良，建造出十多艘歐洲古帆船及鄭和寶船的模型，技藝獨步全台。
洪全瑞曾在1983年承接設計製作東港鎮龍舟，1984年製作澎湖將軍村廟宇祭祀用漁船，同年擔任東港鎮海宮重建工程總監，一手包辦整體設計、木工建築，並參與建造。1985年承接設計製作林園鄉龍舟，1988年設計製作屏東縣端午龍舟。1990年承接設計製作高雄縣端午龍舟，1991年鎮海宮建造完成後，擔任鎮海宮副主委。後於2000年承接設計製作高雄市龍舟，2001年製作白河大仙寺大造模型，並設計新大仙寺。

2002年承接林園清水巖內部整修設計建造。
2006年承接製作設計二艘琉球祭祀用王船及宜蘭縣傳統藝術中心二艘傳統竹筏。2007年承接設計製作林園鄉小型龍舟，2010年承製苗栗縣竹南鎮木造龍舟和台東市國際級競技龍舟

2011年承製美國華盛頓龍舟及高雄市政府贈予美國波特蘭姐妹市傳統龍舟。2014年承製基隆國立海洋科技博物館自由中國號船體修復案，成功修復自由中國號。

近年來承接全台各大廟宇祭祀用大小木造王船。

洪全瑞於2008年被國立台灣工藝研究發展中心選為工藝之家。

文化部文化資產局於2015年5月8日列冊「木船製作修復技術」為文化資產保存技術，洪全瑞為其保存者。

文化部文化資產局於2017年6月20日宣佈洪全瑞通過106年度第2次傳統匠師資格審查,為「傳統建築大木作」匠師(傳統匠師登記字號:106文傳30016)，截至2017年止，台灣具此資格僅3人。

2017年獲聘為美和科技大學文化創意系榮譽教授。

## 作品
- 櫸木製羅馬戰船模型 長240cm 寬100cm 高180cm
- 櫸木製鄭和寶船模型 長216cm 寬80cm 高210cm

- 櫸木製搖櫓船模型 長40cm 寬10cm 高5cm
- 櫸木製維京戰船模型 長180cm 寬44cm 高140cm
- 櫸木製龍舟畫舫模型 長200cm 寬40cm 高60cm
- 櫸木製古代漁船模型 長110cm 寬44cm 高110cm
- 櫸木製竹筏模型 長90cm 寬30cm 高60cm
- 櫸木製瓦薩戰艦模型 長250cm 寬50cm 高190cm

- 大仙寺木造模型(供白河大仙寺建造參考用)

## 展演紀錄
- 1999年參加加拿大亞太地區漁籃展。
- 2005年參加屏東縣傳統藝術研討會-多元族群傳統工藝展。
- 2005年受邀至雲林科技大學藝術中心展出-洪全瑞-船藝展。
- 2005年受邀至宜蘭傳統藝術文化中心展出
- 2006年受邀至總統府展出
- 2014年受邀至TEDxTaipei演講，主題為洪全瑞絕代船奇
- 2014年受邀至陽明海洋文化藝術館展出
- 2015年其作品白河大仙寺木造模型,台灣漁船木造模型,受邀至「I C Taiwan」特展捷克國立技術博物館及布拉格城市博物館展出

## 資料來源
舟大工洪全瑞工作室 （页面存档备份，存于）
國立台灣工藝研究發展中心
台灣工藝生活美學概念館
106年度第2次傳統匠師資格審查通過名單
通過審查之傳統匠師名單及聯絡資訊